# Wolfgang Kaempfer
Wolfgang Kaempfer (* 3. Januar 1923 in Weißenburg; † 29. Mai 2009 in Leezen) war ein deutscher Schriftsteller und Essayist.

## Leben
Wolfgang Kaempfer wurde am 3. Januar 1923 in Weißenburg (Bayern) geboren. Seine Eltern waren der Schriftsteller und Übersetzer Hans Kaempfer und die Sängerin Lisa Kaempfer, geb. Rupp. Er hatte zwei jüngere Schwestern, Renate und Edith. Seine Kindheit verbrachte er mit seinen Eltern in Braunschweig, im Haus seines Großvaters David Kaempfer, eines Physikers  (Fachgebiet Optik und Photographie). 1934 ging die Familie nach Berlin, wo er seine Jugendzeit verlebte. Es gelang der Familie, den Vornamen Cohn des Posener Urgroßvaters aus den Papieren (seit 1933 gab es bereits den sogenannten Ahnenpass) herauszuhalten.
Ab 1941 erlebte Wolfgang Kaempfer den Zweiten Weltkrieg als Soldat und geriet am Ende des Krieges in russische Gefangenschaft. Die traumatischen Kriegserfahrungen und die 18-monatige Gefangenschaft prägten wesentlich seine späteren Veröffentlichungen. Nach der Heimkehr studierte er zunächst Naturwissenschaften und später Geisteswissenschaften an der Freien Universität (FU) Berlin und promovierte 1953 zum Dr. phil. im Fach Germanistik.
Anschließend war er als Dramaturg am Sender Freies Berlin (heute RBB) und beim Bühnenverlag Felix Bloch Erben tätig. Gleichzeitig arbeitete er an Romanprojekten und schrieb Die Gartengesellschaft, ein Hörspiel, das von Radio Bremen unter der Regie von Oswald Döpke produziert wurde. 1963 ging er zum Goethe-Institut und leitete nacheinander die Auslandsinstitute von Algier, Toulouse und Triest. Zu dieser Zeit veröffentlichte er verschiedene Aufsätze in Literaturzeitschriften (u. a. Recherches germaniques) und eine sehr kritische Monographie des Schriftstellers Ernst Jünger.
In den 1980er Jahren trat er in Verbindung mit der Gesellschaft für Historische Anthropologie (FU Berlin) und deren Mitbegründer Dietmar Kamper. Seine Arbeiten befassten sich seitdem zunehmend mit Problemen der Zeit, Geschichte, Ästhetik und Zivilisation, die zu den Hauptthemen seiner Buchveröffentlichungen gehören. Insbesondere entwickelte und formulierte er eine sehr eigenständige Zeittheorie, die im Zentrum seines wissenschaftlichen Interesses stand.
Sein letztes Theorieprojekt, das aus Gesprächen mit seinem Freund, dem Berliner Philosophen Klaus Heinrich entstanden ist, sollte den „zivilisationsstiftenden“ Herakles als Amokläufer in Szene setzen. In den Jahren vor seinem Tod widmete er sich jedoch auch wieder einem lange in den Hintergrund getretenen Romanprojekt. Diese letzten Arbeiten sind jedoch Fragment geblieben.

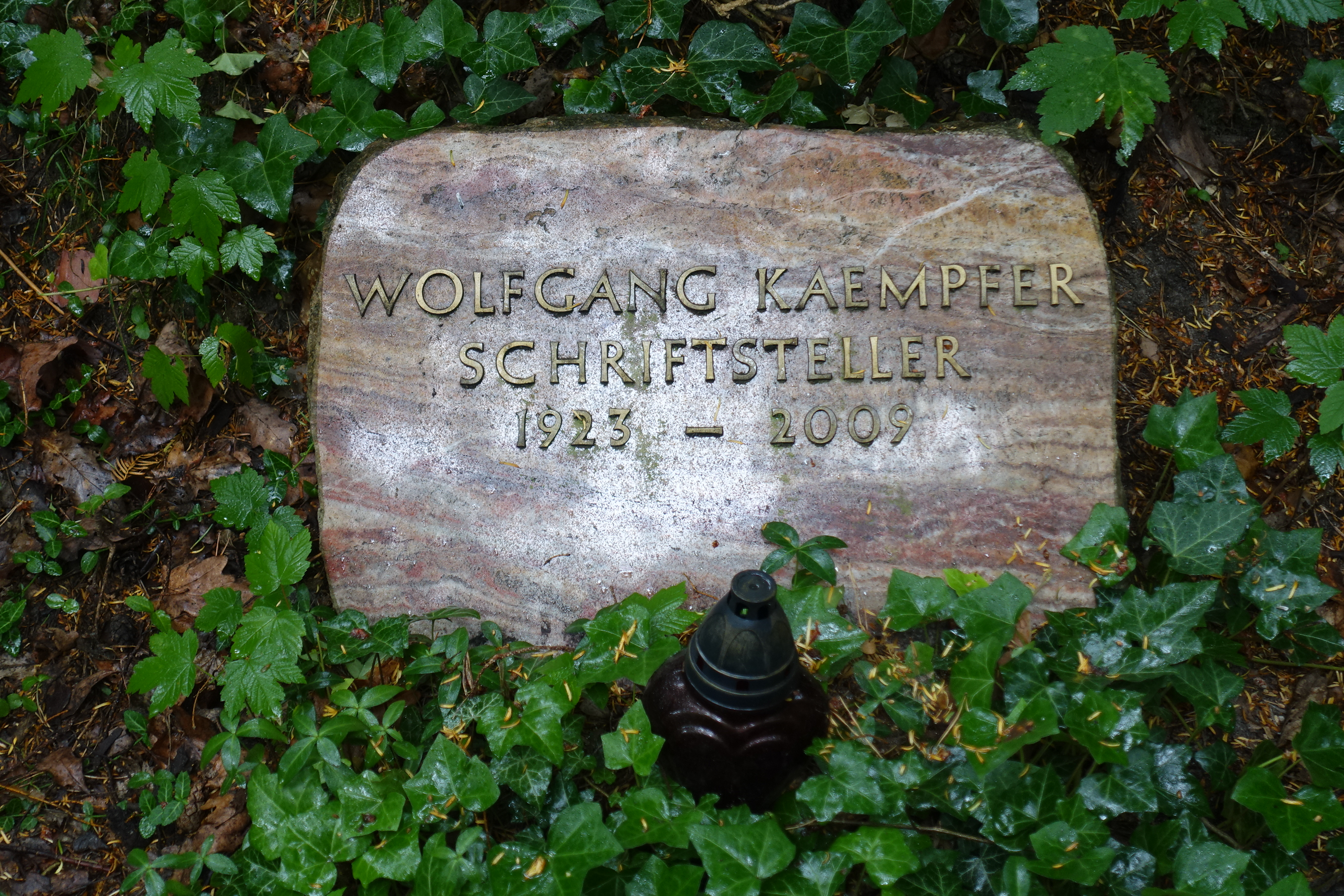
Grab von Wolfgang Kaempfer auf dem Friedhof Heerstraße in Berlin-Westend

Wolfgang Kaempfer war viermal verheiratet. Mit seiner zweiten Frau Dorothee geb. Schäfer hatte er einen Sohn. Er starb im Mai 2009 im Alter von 86 Jahren in Leezen in Mecklenburg. Sein Grab befindet sich auf dem landeseigenen Friedhof Heerstraße in Berlin-Westend (Grablage: II-W1-47).

## Schriften (Auswahl)

### Einzelveröffentlichungen
- Monographie Ernst Jünger. Metzler Verlag, Stuttgart 1981
- Wolfgang Kaempfer, Claudio Magris (Hrsg.): Problemi del nichilismo. 1. Auflage. Shakespeare & Company, Brescia 1981, OCLC 461865021.[1]
- Wolfgang Kaempfer, H.A. Glaser (Hrsg.): Maschinenmenschen, Frankfurt am Main/Bern/New York/Paris 1988
- Die Zeit und die Uhren. Mit einem Beitrag von Dietmar Kamper. Insel Verlag, Frankfurt am Main 1991, ISBN 3-458-16207-0
- Wolfgang Kaempfer mit Friedrich Cramer: Die Natur der Schönheit.  Insel Verlag, Frankfurt am Main 1992
- Zeit des Menschen. Das Doppelspiel der Zeit im Spektrum der menschlichen Erfahrung. Insel Verlag, Frankfurt am Main 1994, ISBN 978-3-458-16619-1
- Le double jeu du temps. (Zeit des Menschen, ins Französische übersetzt von Stefan Kaempfer), L’Harmattan 1998, ISBN 2-7384-6393-2
- Die lautlose Explosion. Effekte der entfesselten Verkehrszeit. In: Zeitsprünge. Verlag Vorwerk 8, Berlin 1999
- Zeitsturm (Die mediterranen Zeitgespräche Dietmar Kampers mit Wolfgang Kaempfer), Tectum, 2004, ISBN 978-3-8288-8669-8
- Der stehende Sturm. (Zur Dynamik gesellschaftlicher Selbstauflösung), Kadmos, 2005 ISBN 978-3-931659-78-3
- Die unsichtbare Macht. (mit Beiträgen von Jacques Poulain, Dietmar Kamper, Slavoj Žižek und Wolfgang Kaempfer), Sine Causa, 2005, ISBN 978-3-9810325-0-5

### Aufsätze und Essays
- Das Ich und der Tod in Goethes Werther. In: Recherches germaniques. Strasbourg 1979
- Zeitstau oder das Ende ohne Ende. In: Die sterbende Zeit. Darmstadt/Neuwied 1987
- Masochismus in der Literatur. In: Forum der Psychoanalyse. 1987, 3
- Überlegungen zur Struktur der Zeit in manisch-depressiven Zuständen. In: Wahnwelten im Zusammenstoß. Die Psychose im Spiegel der Zeit. Berlin 1993
- Die Zeit der Malerei und der Raum der Musik. Zur Frage des Funktionstauschs von Auge und Ohr. In: Paragrana. Zeitschrift für historische Anthropologie II/93 H 1-2
- Das Gefängnis der Freiheit. Zur Pathologie von Bewusstseinsprozessen. In: Paragrana. VI/1997 H 1
- Das Triebwerk des Bewusstseins. Jenseits von Bewusst und Unbewusst. In: Paragrana. VII/1998 H 1
- Bilanz 2000 oder Die Unbeendbarkeit der Neuzeit. In: Paragrana. IX/2001 und Insel-Almanach für das Jahr 2000